# Torneo Clausura 2012 Fútbol Femenino (Chile)
El Campeonato Nacional de Clausura de Primera División de Fútbol Profesional Femenino 2012 fue el segundo y último torneo de la temporada 2012 el cual comenzó el 11 de agosto. La organización estuvo a cargo de la Asociación Nacional de Fútbol Profesional (ANFP) y los partidos más importantes fueron transmitidos por CNX Radio Chile a través de su sitio web.

## Sistema de Campeonato
El torneo inició el 11 de agosto y concluyó el día 23 de diciembre. Se jugó una fase clasificatoria en donde se enfrentaron todos contra todos. Al término de esta etapa, resultaron clasificados a play-offs los equipos que obtuvieron los cuatro primeros lugares en la tabla general.
En todos los partidos se aplicó el sistema de puntos de acuerdo a la reglamentación de la F.A. Board Internacional en la cual se asignan 3 puntos al equipo ganador, 1 punto a cada equipo en caso de empate y ceros puntos al equipo perdedor.
La ubicación de los equipos en la tabla general de clasificación se definió de acuerdo a los siguientes criterios:
- a) Mayor cantidad de puntos obtenidos.
- b) Mayor cantidad de partidos ganados.
- c) Mejor diferencia entre los goles marcados y recibidos.
- d) La mayor cantidad de goles marcados.
- e) La menor cantidad de goles recibidos.
- f) Resultado de los partidos entre ellos.
- g) Sorteo.

## Incorporaciones y Retiros
| a Clausura 2012      |
| -------------------- |
| San Luis de Quillota |

| a Asociación de Origen |
| ---------------------- |
| No hubo                |

## Equipos participantes
| Nombre               | Ciudad                   | Fundación               | Estadio                               |
| -------------------- | ------------------------ | ----------------------- | ------------------------------------- |
| Audax Italiano       | Santiago (La Florida)    | 30 de noviembre de 1910 | Bicentenario Municipal de La Florida  |
| Cobresal             | El Salvador              | 5 de mayo de 1979       | El Cobre                              |
| Colo-Colo            | Santiago (Macul)         | 19 de abril de 1925     | Monumental                            |
| Deportes La Serena   | La Serena                | 9 de diciembre de 1955  | La Portada                            |
| Curicó Unido         | Curicó                   | 26 de febrero de 1973   | La Granja                             |
| Santiago Wanderers   | Valparaíso               | 15 de agosto de 1892    | Regional Chiledeportes                |
| Unión Española       | Santiago (Independencia) | 18 de mayo de 1897      | Santa Laura                           |
| Universidad Católica | Santiago (Las Condes)    | 21 de abril de 1937     | San Carlos de Apoquindo               |
| Universidad de Chile | Santiago (Ñuñoa)         | 24 de mayo de 1927      | Nacional Julio Martínez               |
| Ñublense             | Chillán                  | 20 de agosto de 1916    | Bicentenario Municipal Nelson Oyarzún |
| Palestino            | Santiago (La Cisterna)   | 20 de agosto de 1920    | Municipal de La Cisterna              |
| Santiago Morning     | Santiago (La Pintana)    | 16 de octubre de 1903   | Municipal de La Pintana               |
| San Marcos de Arica  | Arica                    | 14 de febrero de 1978   | Carlos Dittborn                       |
| Everton              | Viña del Mar             | 24 de junio de 1909     | Sausalito                             |
| San Luis             | Quillota                 | 8 de diciembre de 1919  | Bicentenario Lucio Fariña Fernández   |

## Clasificación
| POS. | EQUIPO               | PTS  | PJ | PG | PE | PP | GF  | GC | DG  | REND    |
| ---- | -------------------- | ---- | -- | -- | -- | -- | --- | -- | --- | ------- |
| 1    | Colo-Colo            | 42   | 14 | 14 | 0  | 0  | 182 | 1  | 181 | 100%    |
| 2    | Everton              | 35   | 14 | 11 | 2  | 1  | 75  | 11 | 64  | 83,33%  |
| 3    | Santiago Morning     | 32   | 14 | 10 | 2  | 2  | 49  | 33 | 16  | 76,19%  |
| 4    | Universidad de Chile | 32   | 14 | 10 | 2  | 2  | 41  | 29 | 12  | 76,19%  |
| 5    | Audax Italiano       | 31   | 14 | 10 | 1  | 3  | 50  | 26 | 24  | 73,81%  |
| 6    | Santiago Wanderers   | 23   | 14 | 7  | 2  | 5  | 25  | 33 | -8  | 54,76%  |
| 7    | Unión Española       | 22   | 14 | 7  | 1  | 6  | 29  | 28 | 1   | 52,38%  |
| 8    | Universidad Católica | 20   | 14 | 6  | 2  | 6  | 32  | 22 | 10  | 47,62%  |
| 9    | San Luis de Quillota | 20   | 14 | 6  | 2  | 6  | 25  | 37 | -12 | 47,62%  |
| 10   | Curicó Unido         | 19   | 14 | 6  | 1  | 7  | 26  | 27 | -1  | 45,24%  |
| 11   | Deportes La Serena   | 7    | 14 | 2  | 1  | 11 | 20  | 63 | -43 | 16,67%  |
| 12   | Cobresal             | 7    | 14 | 2  | 1  | 11 | 10  | 72 | -62 | 16,67%  |
| 13   | San Marcos de Arica  | 6    | 14 | 2  | 0  | 12 | 13  | 83 | -70 | 14,29%  |
| 14   | Ñublense             | 4*   | 14 | 1  | 2  | 11 | 14  | 66 | -52 | 9,52%   |
| 15   | Palestino            | -6** | 14 | 1  | 1  | 12 | 15  | 75 | -60 | -14,29% |

POS. = Posición; PTS = Puntos; PJ = Partidos Jugados; PG = Partidos Ganados; PE = Partidos Empatados; 
 PP = Partidos Perdidos; GF = Goles a favor; GC = Goles en contra; DG = Diferencia de goles
|  | Clasificados a Playoffs. |

*Nota: Ñublense fue sancionado con la resta de 1 punto.
**Nota: Palestino fue sancionado con la resta de 10 puntos.

## Playoffs
Concluida la Fase Clasificatoria, los 4 primeros equipos de la tabla general accedieron a esta etapa y disputaron el título del Torneo de Clausura 2012.
Los encuentros se efectuaron en partidos de ida y vuelta, siendo local en el partido de ida el equipo que obtuvo la peor ubicación en la tabla general.
|  | Semifinales 07 de dic. (ida) - 09 de dic. (vuelta) | Semifinales 07 de dic. (ida) - 09 de dic. (vuelta) | Semifinales 07 de dic. (ida) - 09 de dic. (vuelta) | Semifinales 07 de dic. (ida) - 09 de dic. (vuelta) | Semifinales 07 de dic. (ida) - 09 de dic. (vuelta) |   |           | Final 15 de dic. (ida) - 23 de dic. (vuelta) | Final 15 de dic. (ida) - 23 de dic. (vuelta) | Final 15 de dic. (ida) - 23 de dic. (vuelta) | Final 15 de dic. (ida) - 23 de dic. (vuelta) | Final 15 de dic. (ida) - 23 de dic. (vuelta) |
|  |                                                    |                                                    |                                                    |                                                    |                                                    |   |           |                                              |                                              |                                              |                                              |                                              |
|  | Colo-Colo                                          | Colo-Colo                                          | 10                                                 | 11                                                 | 21                                                 |   |           |                                              |                                              |                                              |                                              |                                              |
|  | Universidad de Chile                               | Universidad de Chile                               | 2                                                  | 1                                                  | 3                                                  |   |           |                                              |                                              |                                              |                                              |                                              |
|  |                                                    |                                                    |                                                    |                                                    |                                                    |   | Colo-Colo | Colo-Colo                                    | 5                                            | 9                                            | 14                                           |                                              |
|  |                                                    | Everton                                            | Everton                                            | 1                                                  | 0                                                  | 1 |           |                                              |                                              |                                              |                                              |                                              |
|  | Everton                                            | Everton                                            | 5                                                  | 6                                                  | 11                                                 |   |           |                                              |                                              |                                              |                                              |                                              |
|  | Santiago Morning                                   | Santiago Morning                                   | 0                                                  | 0                                                  | 0                                                  |   |           |                                              |                                              |                                              |                                              |                                              |

## Campeón
|                     |
| Colo-Colo 5º título |